# Niesutycze
Niesutycze (biał. Несутычы; ros. Несутычи) – wieś na Białorusi, w obwodzie grodzieńskim, w rejonie nowogródzkim, w sielsowiecie Brolniki, przy drodze republikańskiej .
W dwudziestoleciu międzywojennym leżały w Polsce, w województwie nowogródzkim, w powiecie nowogródzkim.
W Niesutyczach urodził się białoruski poseł na Sejm RP Aleksander Stahanowicz.